# Felixstowe
Felixstowe (prononcé en anglais [fiːlɪkstəʊ]) est une ville britannique située dans le district non métropolitain de Suffolk Coastal. Elle compte, lors du recensement de 2011, 23 689 habitants. Son port est le premier d'Angleterre pour   les conteneurs.

## Histoire
Un village se trouve à cet emplacement dès avant la conquête normande. Le lieu est nommé d'après Félix de Burgondie, le premier évêque d'Est-Anglie. Felixstowe devient un pivot de la défense de l'Angleterre, comme le prouve l'échec des soldats hollandais à prendre le Fort de Landguard en 1667. Il faut toutefois attendre 1886 pour que la ville devienne un port majeur.
Pendant la fin de la période victorienne, Felixstowe devient une destination et une station balnéaire à la mode dont le succès est dû à l'ouverture de la gare ferroviaire en 1898, à la construction de la jetée en 1905 (qui est démolie par la suite) et à une visite de la famille impériale allemande. Elle reste une destination prisée jusqu'à la fin des années 1930.
En 1953, 38 personnes trouvent la mort lors des inondations de la mer du Nord.

## Administration
Felixstowe est administrée par le conseil du comté du Suffolk, par le conseil du district Suffolk Coastal et par le conseil de ville de Felixstowe (Felixstowe Town Council).

## Port
Felixstowe est l'un des trois premiers ports d'Angleterre avec Southampton et Tilbury, gérant environ 35 % des flux de conteneurs. En 2005, il était classé au 29e rang mondial et au 6e rang européen. Il a une capacité de traiter 3,7 millions de conteneurs par an et dispose également d'un terminal pour les rouliers.
Le port dispose d'un quai continu de 2,3 kilomètres de long équipé de 25 grues pour décharger les bateaux. La profondeur des eaux permet d'accueillir la dernière génération de bateau post-Panamax.
Il dispose de bonnes liaisons vers les Midlands grâce à la A14 et vers Londres grâce à la A12. La ligne de chemin de fer à voie unique qui mène à Ipswich a récemment été améliorée pour permettre le transport de conteneurs plus grands et nombre d'entre eux sont désormais transportés par le rail.
Le port appartient à la compagnie hong-kongaise Hutchison Whampoa Limited, mais l'essentiel du terrain sur lequel il se trouve appartient au Trinity College de Cambridge.
Le port dispose de ses propres forces de police.

## Jumelages
- Wesel (Allemagne) depuis 1972
- Salzwedel (Allemagne) depuis 1994

## Sources
- (en) Cet article est partiellement ou en totalité issu de l’article de Wikipédia en anglais intitulé « Felixstowe » (voir la liste des auteurs).